# 532

Constantinopel en het Hippodroom (532)

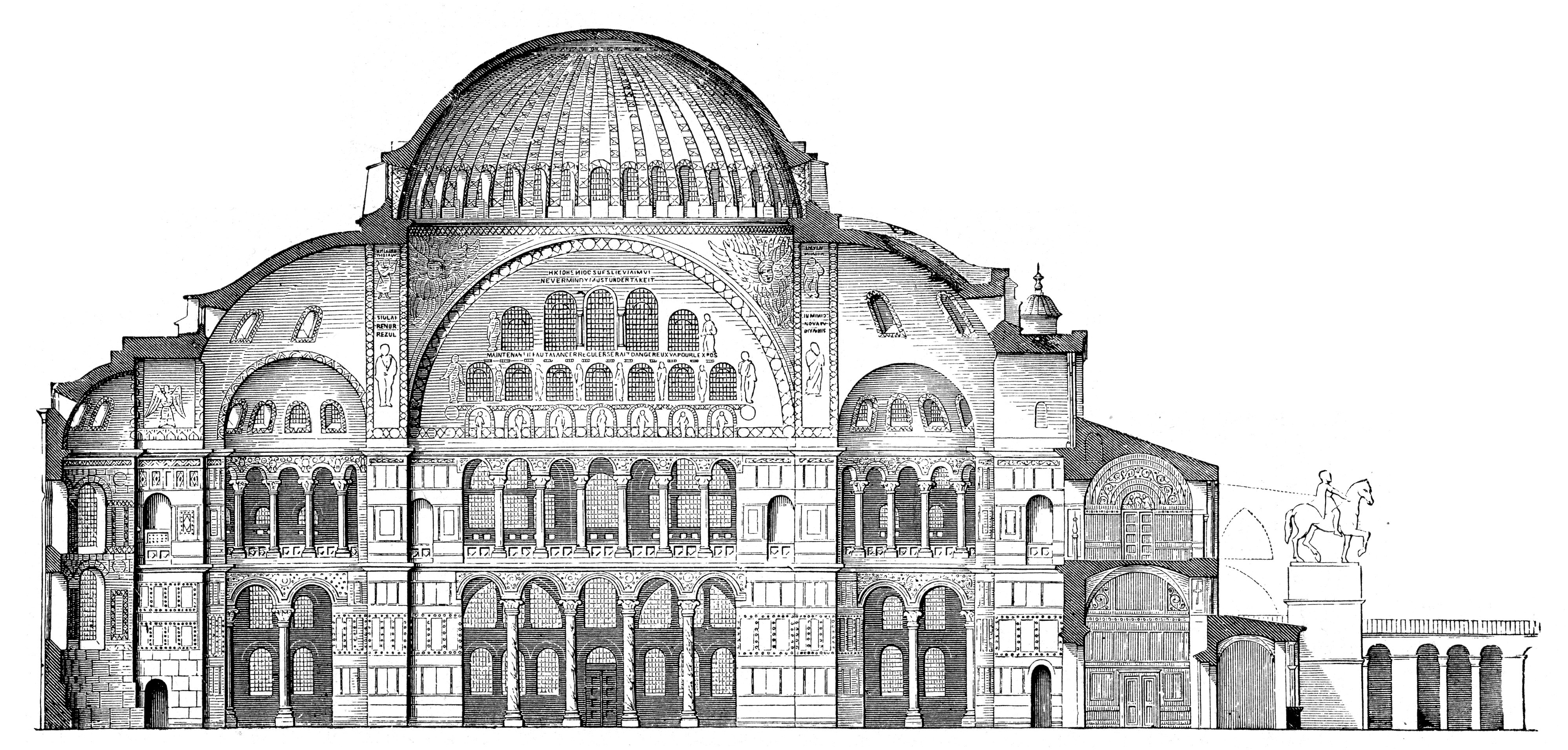
De Hagia Sophia (Byzantijnse architectuur)

Het jaar 532 is het 32e jaar in de 6e eeuw volgens de christelijke jaartelling.

## Gebeurtenissen

### Byzantijnse Rijk
- 13 januari - Nika-oproer in Constantinopel: Tijdens het wagenrennen komen de "Blauwen" en "Groenen" in het Hippodroom in opstand tegen het strenge bewind van keizer Justinianus I. Gedurende vijf dagen wordt het grootste deel van de binnenstad (waaronder de Hagia Sophia) door brand verwoest. Hypatius, Byzantijnse edelman, wordt door de burgers tot basileus (tegenkeizer) gekozen.
- 18 januari - Justinianus I geeft opdracht om de opstand in de hoofdstad te onderdrukken. Hij laat de oproerkraaiers in het stadion bijeenkomen, onder het voorwendsel om met de strijdende partijen te onderhandelen. Justinianus laat echter het Hippodroom afsluiten en onder bevel van Belisarius wordt een gigantisch bloedbad aangericht. Hierbij komen ongeveer 30.000 mensen om het leven.
- 23 februari - Justinianus I laat de Hagia Sophia door 10.000 arbeiders herbouwen. De werkzaamheden staan onder toezicht van de Byzantijnse architecten Anthemios van Tralles en Isidorus van Milete. De kerk wordt voorzien van circa 18 meter hoge pilaren van de Tempel van Artemis in Efeze (huidige Turkije). De hallen worden verfraaid met schitterende mozaïeken, wandtapijten en ivoor.

### Europa
- Zomer - Slag bij Autun: De Franken onder leiding van koning Childebert I en zijn broer Chlotarius I verslaan bij Autun de Bourgondiërs. Ze voeren in de Rhônevallei een plunderveldtocht en veroveren systematisch het koninkrijk Bourgondië.
- 17 oktober - Paus Bonifatius II overlijdt in Rome na een kortstondig ambtstermijn van twee jaar. Zijn lichaam wordt bijgezet in de Oude Sint-Pietersbasiliek.

### Perzië
- september - Justinianus I en de nieuwe Perzische koning Khusro I sluiten de "Eeuwige Vrede". De Byzantijnen behouden Lazrica, de Perzen Armenië. Justinianus schenkt de Perzen 3548 kg goud en laat in de Kaukasus de strategisch gelegen bergpassen versterken tegen "barbaarse" invallers. Het Byzantijnse leger (25.000 man) trekt zich terug achter de Eufraat en bouwt langs de rivier nieuwe fortificaties.

## Religie
- Dionysius Exiguus, Scythische monnik, introduceert zijn Paas-tabellen (betrekking op de periode van 532 tot en met 626).

## Geboren
- Gunthram, koning van Bourgondië (waarschijnlijke datum)

## Overleden
- 17 oktober - Bonifatius II, paus van de Katholieke Kerk
- Guntheuca, Bourgondisch prinses (waarschijnlijke datum)
- Hypatius, Byzantijns edelman en tegenkeizer tijdens het Nika-oproer
- 5 december - Sabbas van Jeruzalem, christelijke monnik en heilige